# Gastronomía judía

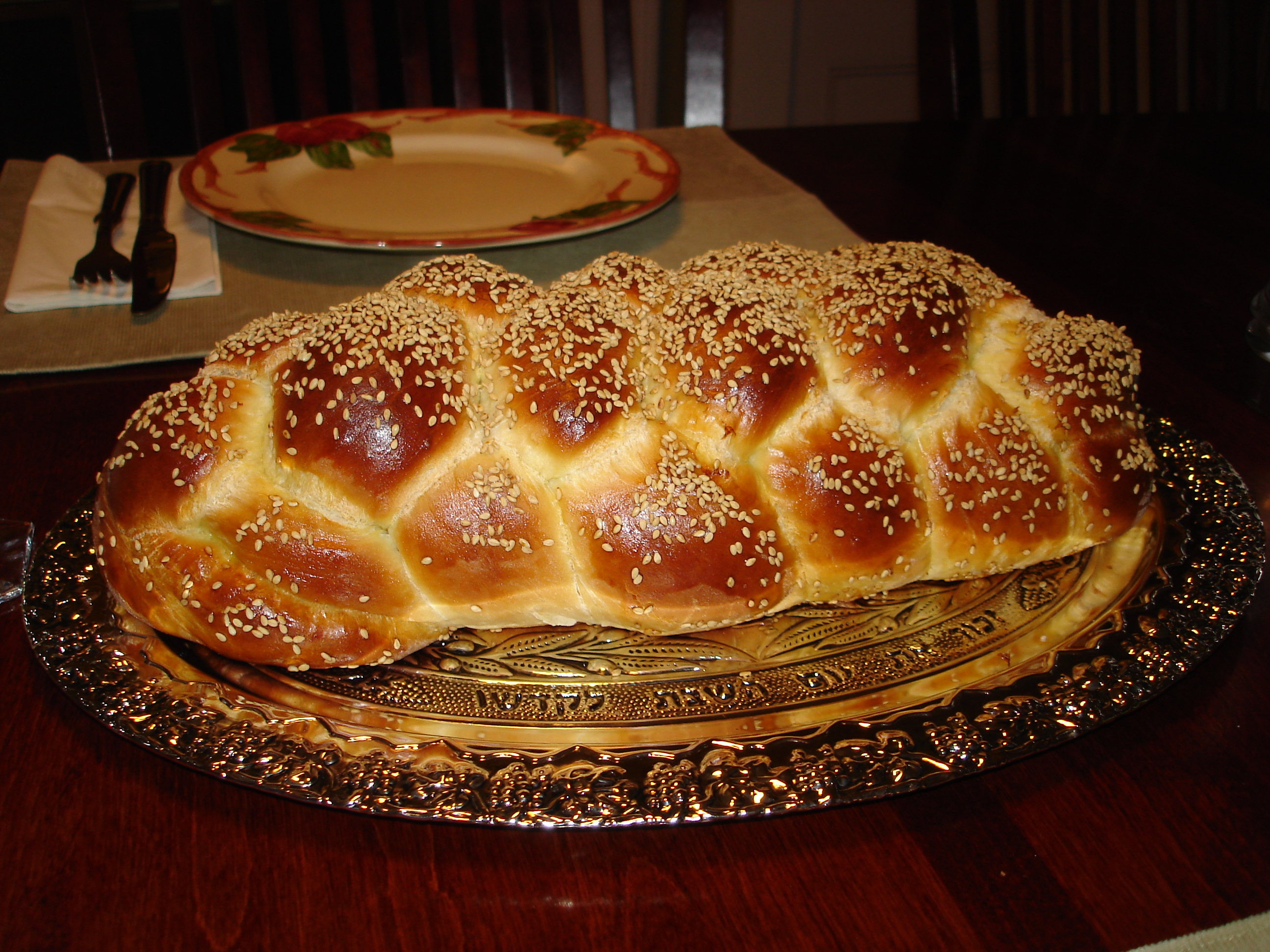
Jalá (Pan trenzado)

La gastronomía judía es un reflejo de la cocina de los distintos países donde los judíos han habitado, siempre y cuando respeten las normas del kashrut. Estas últimas prohíben consumir cerdo y mariscos, así como mezclar carnes con lácteos.
Los platos que son en gran parte comunes a los de otros pueblos de Europa Central y Oriental, en el caso de la cocina askenazi, o del Mediterráneo y Medio Oriente en la gastronomía sefardí. 

## Lista de platos
- Adafina
- Jachnun
- Baklava
- Chamin
- Cholent
- Knish
- Gefilte fish
- Jalá